# الفبای عربی سواحلی
الفبای عربی سواحلی الفبای مشتق گرفته از خط عربی می‌باشد که به طور سنتی برای نوشتن زبان سواحلی استفاده می‌شد و می‌شود. امروزه زبان سواحلی از مهمترین زبان‌های آفریقاست و تنها زبان بومی آفریقاست که پایاپای زبان‌های خارجی استعماری چون عربی، انگلیسی، و فرانسه، به عنوان زبان میانجی بین‌المللی نقش ایفا می‌کند. امروزه الفبای رسمی و معمول زبان سواحلی الفبای لاتین می‌باشد. اما به طور سنتی، از الفبای عربی برای نوشتن متون و اشعار استفاده می‌شده. امروزه استفاده از الفبای عربی بسیار کاهش یافته اما این سنت همچنان وجود دارد.
به الفبای عربی سواحلی «خط عجمی» نیز گفته می‌شود. «خط عجمی» به اصطلاح به الفباها و دستورالخطهای مشتق از عربی گفته می‌شود که در آفریقا برای نوشتن زبانهای آفریقایی، یا به عبارتی دیگر «زبان‌های عجمی» به کار برده می‌شد. الفباهای عربی زبان‌هایی چون هوسه، فولانی، و غیره. از نقاط مشترک این خطوط، اتکاء‌ اجباری به حرکت‌گذاری بر روی تمامی حروف، حتی به طور مثال برای صداهای [u] و [i] در آخر واژه می‌باشد.
در شرق آفریقا، منطقه‌ای که زبان سواحلی در آن تکلم می‌شود، این الفبا از الفبای اصلی عربی در قرن ۱۹ام میلادی مشتق شد. شناخته شده‌ترین و پرکاربردترین استاندارد رسم‌الخط به الفبای عربی سواحلی در اواخر قرن ۲۰ام توسط «معلم شیخ یحیی علی عمر»، شاعر، فرهنگی، و زبان‌شناس سواحلی‌زبان اهل مومباسا تنظیم شد.
در طول دههٔ ۲۰۱۰ میلادی، کوشش در جهت تنظیم حروف در یونی‌کد، ضبط دیجیتالی اشعار و متون قدیمی سواحلی، تنظیم دقیق‌تر رسم الخط الفبای عربی سواحلی ادامه داشت.

## پیش‌زمینه‌ٔ تاریخی
مدارک تاریخی نشان می‌دهد که خط و متون عربی از قرن ۹ میلادی به این سو در آفریقای شرقی یافت می‌شده‌اند. مدارک تاریخی همین‌طور نشان می‌دهند که زبان سواحلی برای اولین بار در قرن ۱۶ یا ۱۷ میلادی با خط عربی نوشته شد. با گسترش دین اسلام در سواحل اقیانوس هند در شرق آفریقا، الفبای عربی نیز از مناطق شمالی سواحلی زبان (مومباسا، لامو، جزیره پاته، و بعدتر زنگبار) به سوی جنوب و تا شهرهای ساحلی شمال موزامبیک امروزی، مثل آنگوش گسترش یافت. گسترش خط عربی برای نوشتن زبان سواحلی ابتدا در بین حاکمان و عالمان عالی رتبه و سپس،‌ از آنجا که از گسترش تعداد اشعار و نامه‌های سواحلی زبان پیداست، به بقیهٔ جمعیت سواحل شرق آفریقا گسترش یافت.
اما، تا نیمهٔ دوم قرن ۱۹ میلادی، رسم الخط استانداردی وجود نداشت و هر نویسنده به شیوهٔ خویش و یا شهر و دیار خویش می‌نوشت. از جمله مشکلات نوشتن سواحلی به خط عربی این است که زبان عربی تنها سه واکه دارد، در حالی که زبان سواحلی ۵ واکه. به همین دلیل، نوشتن صداهای [e] و [i] هر دو با علامت کسره (◌ِ) و نوشتن صداهای [o] و [u] هر دو با ضمه (◌ُ)، سنت رایج بود.

### تطبیق خط عربی با واجهای زبان سواحلی
از نیمهٔ دوم قرن ۱۹ میلادی، و در طول قرن ۲۰ و ۲۱ میلادی، یک پروسهٔ «سواحلی»-سازی خط عربی، توافق بر حروف، حرکات، و قواعد جدید به منظور تطبیق آن با واجها و صداهای زبان سواحلی در جریان بوده است. این پروسه توسط فرهنگی و شاعر سواحلی زبان، «م‌عالم سیکوجوئه» (Mwalimu Sikujua، معَلِّمُ سِكُجُؤَ) شروع شد. از ابتکارات وی، ایجاد حروف جدید برای نشان دادن صداهای غیرموجود در عربی، مانند «ٿ» و «ڐ» (ت و د چهارنقطه) برای تمییز دادن بین صدای ت و د دندانی و لثوی، مانند «پ»،‌«گ»، و «ڤ» مشابه فارسی و کردی، و همین‌طور معرفی دو حرکت (اعراب) جدید به زبان سواحلی بود. در الفبای سواحلی، فتحه صدای [a]، کسره صدای [i]، و ضمه صدای [u] می‌دهد. دو حرکت جدید در این زبان، «کسرهٔ ایستاده» (kasiri ya kusimama كَسِيرِ يَ كُسِمَامَ) (◌ٖ) که صدای [e] و ضمهٔ برعکس (dhuma ya kupindua ضُومَ يَ كُپِنْدُؤَ) (◌ٗ) که صدای [o] می دهد می‌باشند. این دو حرکت در نوشتار وداد (الفبای عربی برای نوشتن زبان سومالیایی) نیز موجودند.
از جمله مشکلات بر سر پروسهٔ استانداردسازی خط عربی برای زبان سواحلی، ایجاد و تحمیل الفبای لاتین برای این زبان توسط دول استعماری بریتانیا و آلمان در مستعمرات خویش در شرق آفریقا بود. دولت آلمان فعالانه دست به سرکوب نوشتن به الفبای عربی زد. به هر حال، به رسمیت شناخته شدن الفبای لاتین، و تدریس آن در مدارس سکولار و همین‌طور توسط مبلغین مسیحی،‌ استفاده از این الفبا را گسترش داد طوری که امروزه اکثر قریب به مطلق نوشتار به سواحلی به لاتین انجام می‌شود. با این وجود، منابع فرهنگی و ادبی غنی سواحلی به خط عربی وجود دارند، که ادامهٔ توجه به این خط و استانداردسازی آن را ضروری می‌کند.

## الفبا
الفبای تنظیم شده توسط «معلم شیخ یحیی علی عمر» (یحیی عمر) بر اساس لهجهٔ شهر مومباسا می‌باشد. در این الفبا حروف هم‌خوانی وجود دارد که صداهایی را بازتاب می‌دهند که در سایر لهجه‌های سواحلی الزاما وجود ندارند. در الفبای وی ۴۸ حرف وجود دارد. یحیی عمر دونگارهها را به عنوان حرف مستقل شمارده‌ است.
قواعد نوشتار الفبای عربی با قواعد نوشتار الفبای لاتین تفاوت‌‌هایی دارد. از نکات مهم الفبای عربی این است که تفاوت بین صداهای «م» ساکن (تلفظ مانند [m̩ɓ]) و صدای «م» پیش‌دماغی (تلفظ مانند [ᵐb]) رعایت شده است. صدای «م» ساکن در اسم‌های از کلاس اول (کلاس m-wa) دیده می‌شوند. صدای «م» پیش‌دماغی به طور مثال در اسم‌های از کلاس نهم (کلاس n) که با حروف هم‌خوان خاصی مانند «ب» شروع می‌شوند دیده‌ می‌شوند. در این اسم‌ها، در نوشتار لاتین، به تبعیت از حفظ تلفظ واژگان، حرف «ن» به «م» تبدیل می‌شود. اما در نوشتار عربی، به تبعیت از دستور زبان، حرف «ن» حفظ می‌شود. در نتیجه، برگرداندن واژگانی که با «mb» شروع می‌شوند از الفبای لاتین به الفبای عربی نیاز به توجه به این موضوع دارد. به طور مثال mbrazil به معنای شخص برزیلی، از کلاس اول اسم‌ها، به صورت مْبرَزِل نوشته می‌شود. اما، واژهٔ mbazi به معنای لوبیا، از کلاس نهم اسم‌ها، به صورت نْبَازِ نوشته می شود.
در نوشتار خط عربی، با تبعیت از لهجهٔ مومباسا، بین صداهای غیر بازدمی و صداهای بازدمی (هم‌خوان‌هایی که ادا با بازدم هوا، صدای ھ دارند) تفاوت قائل شده است. به مانند الفبای اردو، برای نشان دادن این مسئله، از حرف «ه» دو چشمه (ھ) استفاده می‌شود.
همین‌طور، با تبعیت از لهجهٔ مومباسا، در نوشتار عربی، بین حروف [t] و [d] دندانی و لثوی تفاوت وجود دارد. برای نشان دادن هم‌خوان‌ّهای دندانی، از همان حروف «ت» برای صدای [t̪] و «د» برای صدای [d̪] استفاده می‌شود. برای حروف لثوی، با الهام گرفتن از الفبای اردو، بر روی این دو حرف، یک «ط» کوچک قرار می‌گیرد. (از لحاظ تاریخی، این «ط» ربطی به حرف «ط» ندارد و در نتیجهٔ سریع نوشتن با دست حروف چهار نقطه‌ای می‌باشد.) از حرف «ٹ» برای صدای [t] و از حرف «ڈ» برای صدای [d] استفاده می‌شود. باید توجه داشت که کاربرد و تلفظ این دو حرف با کاربرد و تلفظ آنها در الفبای اردو متفاوت است.
متاسفانه، ابزارهای آنلاین که برای برگردان خودکار متون از لاتین به عربی وجود دارند، قابلیت تشخیص این مسائل را ندارند.
| نام           | شکل‌ها | شکل‌ها     | شکل‌ها     | شکل‌ها  | آوانگاری       | معادل لاتین | نمونه           | نمونه                 | نمونه                         | نکات |
| نام           | تنها  | آغازی     | میانی     | پایانی | آوانگاری       | معادل لاتین | عربی            | لاتین                 | معنی                          | نکات |
| ------------- | ----- | --------- | --------- | ------ | -------------- | ----------- | --------------- | --------------------- | ----------------------------- | --- |
| alifu أَلِيفُ‎    | ا‎     | ا‎         | ـا‎        | ـا‎     | /a/            | a           | أَنَسٖيمَ‎ سَاسَ‎ ڤِئَازِ‎  | anasema sas viazi     | او صحبت می‌کند الان سیب‌زمینی‌ها | «الف» دو کاربرد دارد. کاربرد اول به عنوان پایهٔ علامت در ابتدای واژه‌ای که با واکه شروع می‌شود. کاربرد دوم برای نشان دادن واکهٔ [a] در هجای تکیه‌دار واژه می‌باشد.                                                               |
| bee بٖئٖ‎        | ب‎     | بـ‎        | ـبـ‎       | ـب‎     | /ɓ/            | b           | بُويُ‎ مْبرَزِل‎       | buyu mbrazil          | میوه فرد برزیلی               | |
| mbee نْبٖئٖ‎      | نْب‎    | ـنْب‎       | ـنْبـ‎      | نْبـ‎    | /ᵐb/           | b           | نْبٖيلٖ‎            | mbele                 | در جلوی                       | به‌جز «mb» در اسم‌های از کلاس اول (کلاس m-wa) و سایر موارد «م» ساکن پیش از «ب» نمی‌شود. (به عبارت دیگر، بجز مواردی که «mb» به صورت [m̩ɓ] تلفظ شود بجای [ᵐb].)                                                                  |
| pee پٖئٖ‎        | پ‎     | ـپ‎        | ـپـ‎       | پـ‎     | /p/            | p           | كُپَاكَ‎            | kupaka                | رنگ کردن                      | |
| p'ee پھٖئٖ‎      | پْھ‎    | ـپْھ‎       | ـپْھـ‎      | پْھـ‎    | /pʰ/           | p           | پْھَاكَ‎            | paka                  | گربه                          | در الفبای لاتین، با صدای [p] فرقی ندارد. |
| tee تٖئٖ‎        | ت‎     | ـت‎        | ـتـ‎       | تـ‎     | /t̪/            | t           | هَتُؤَ‎             | haua                  | action                        | [t] دندانی. |
| t'ee تھٖئٖ‎      | تْھ‎    | ـتْھ‎       | ـتْھـ‎      | تْھـ‎    | /t̪ʰ/           | t           | تْھُوپَ‎            | tupa                  | بطری                          | [t] بازدمی دندانی. در الفبای لاتین، با صداهای [t̪]، [t]، یا [tʰ] فرق ندارد. |
| tee ٹٖئٖ‎        | ٹ‎     | ـٹ‎        | ـٹـ‎       | ٹـ‎     | /t/            | t           | ٹُونْڈُ‎            | tundu                 | مرغدانی                       | [t] لثوی. خاص لهجهٔ مومباسا. در الفبای لاتین با [t̪]، [t̪ʰ]، یا [tʰ] فرق ندارد. |
| t'ee ٹھٖئٖ‎      | ٹھ‎    | ـٹھ‎       | ـٹھـ‎      | ٹھـ‎    | /tʰ/           | t           | ٹھُونْدُ‎           | tundu                 | سوراخ                         | [t] بازدمی لثوی. در الفبا لاتین با [t̪]، [t̪ʰ]، یا [t] فرقی ندارد. |
| thee ثٖئٖ‎       | ث‎     | ـث‎        | ـثـ‎       | ثـ‎     | /θ/            | th          | ثٖمَنِينِ‎           | themanini             | هشتاد                         | |
| jimu جِيمُ‎      | ج‎     | ـج‎        | ـجـ‎       | جـ‎     | /ʄ ~ dʒ/       | j           | جَانَ‎             | jana                  | دیروز                         | |
| njimu نْجِيمُ‎    | نْج‎    | ـنْج‎       | ـنْجـ‎      | نْجـ‎    | /ⁿd̥ʒ̊/          | nj          | نْجٖيمَ‎            | njema                 | خوب                           | |
| chimu چِيمُ‎     | چ‎     | ـچ‎        | ـچـ‎       | چـ‎     | /tʃ/           | ch          | چُونْڠوَ‎           | chungwa               | پرتقال بزرگ                   | در بعضی متون قدیمی، از حرف «ک» دونقطه نیز استفاده می‌شد (ػ). |
| ch'imu چھِيمُ‎   | چھ‎    | ـچھ‎       | ـچھـ‎      | چھـ‎    | /tʃʰ/          | ch          | چھُونْڠوَ‎          | ch'ungwa              | پرتقال اندازه متوسط           | مختص لهجهٔ مومباسا. در الفبای لاتین فرقی با [tʃ] ندارد. |
| hee حٖئٖ‎        | ح‎     | ـح‎        | ـحـ‎       | حـ‎     | /h/            | h           | حَسَن‎ وَسوَحِيلِ‎      | hasan waswahili       | نام «حسن» مردم سواحلی         | تنها در وام‌واژه‌های از عربی کاربرد دارد. سواحلی زبانان آن‌را نه به صورت حلقی مثل عربی، بلکه به صورت [h]، هم‌صدا با حرف «ه» تلفظ می‌کنند.                                                                                       |
| khee خٖئٖ‎       | خ‎     | ـخ‎        | ـخـ‎       | خـ‎     | /χ ~ h/        | h (kh)      | خَبَارِ‎            | habari                | خبر                           | تنها در وام‌واژه‌های از عربی کاربرد دارد. اکثر سواحلی زبانان آنرا به صورت [h]، هم‌صدا با حرف «ه» تلفظ می‌کنند. |
| dali دَالِ‎      | د‎     | ـد‎        | ـد‎        | د‎      | /d̪/            | d           | دَنْڠَانْيَ‎          | danganya              | گول زدن                       | [d] دندانی |
| ndali نْدَالِ‎    | نْد‎    | ـنْد‎       | ـنْد‎       | نْد‎     | /ⁿd̪/           | nd          | مْوٖينْدٖ‎           | mwenḏe                | go                            | [d] با تلفظ به صورت پیش‌درون‌دماغی |
| dali ڈَالِ‎      | ڈ‎     | ـڈ‎        | ـڈ‎        | ڈ‎      | /d/            | d           | ڈُو‎              | du                    | سطل بزرگ                      | [d] لثوی، مختص لهجهٔ مومباسا. در الفبای لاتین با [d̪] فرقی ندارد. |
| ndali نْڈَالِ‎    | نْڈ‎    | ـنْڈ‎       | ـنْڈ‎       | نْڈ‎     | /d/            | d           | نْڈَانِ‎            | ndani                 | درون                          | [d] لثوی با تلفظ پیش‌درون‌دماغی، مختص لهجهٔ مومباسا. در الفبای لاتین با [nd̪] فرقی ندارد. |
| dhali ذَالِ‎     | ذ‎     | ـذ‎        | ـذ‎        | ذ‎      | /ð/            | dh          | ذَهَابُ‎            | dhahabu               | طلا                           | |
| ree رٖئٖ‎        | ر‎     | ـر‎        | ـر‎        | ر‎      | /ɾ/            | r           | كِرَاكَ‎            | kiraka                | وصله                          | |
| zee زٖئٖ‎        | ز‎     | ـز‎        | ـز‎        | ز‎      | /z/            | z           | كُزِيمَ‎            | kuzima                | خاموش کردن (مثلا آتش)         | |
| zhee ژٖئٖ‎       | ژ‎     | ـژ‎        | ـژ‎        | ژ‎      | /ʒ/            | zh          | ژِينَ‎             | Zhina                 | نام «ژینا»                    | ناموجود در اکثر لهجه‌های سواحلی. فقط مختص لهجه‌های مناطق خیلی شمالی سواحل شرق آفریقا. |
| sini سِينِ‎      | س‎     | ـس‎        | ـسـ‎       | سـ‎     | /s/            | s           | كُسِكِئَ‎            | kusikia               | شنیدن                         | |
| shini شِينِ‎     | ش‎     | ـش‎        | ـشـ‎       | شـ‎     | /ʃ/            | sh          | كُشِيكَ‎            | kushika               | گرفتن                         | |
| sadi صَادِ‎      | ص‎     | ـص‎        | ـصـ‎       | صـ‎     | /s/            | s           | صَحِيبُ‎            | sahibu                | دوست                          | تنها در وام‌واژه‌های از عربی کاربرد دارد. اکثر سواحلی زبانان آنرا به صورت [s]، هم‌صدا با حرف «س» تلفظ می‌کنند. |
| dhadi ضَادِ‎     | ض‎     | ـض‎        | ـضـ‎       | ضـ‎     | /ð/            | dh          | ضِيكِ‎             | dhiki                 | پریشانی                       | تنها در وام‌واژه‌های از عربی کاربرد دارد. اکثر سواحلی زبانان آنرا به صورت [dh]، هم‌صدا با حرف «ذ» تلفظ می‌کنند. |
| tee طٖئٖ‎        | ط‎     | ـط‎        | ـطـ‎       | طـ‎     | /t/            | t           | كُطَهِرِيشَ‎          | kutahirisha           | to purify                     | تنها در وام‌واژه‌های از عربی کاربرد دارد. اکثر سواحلی زبانان آنرا به صورت [t]، هم‌صدا با حرف «ت» تلفظ می‌کنند. |
| dhee ظٖئٖ‎       | ظ‎     | ـظ‎        | ـظـ‎       | ظـ‎     | /ð/            | dh          | أَظُهُورِ‎           | adhuhuri              | noon                          | تنها در وام‌واژه‌های از عربی کاربرد دارد. اکثر سواحلی زبانان آنرا به صورت [dh]، هم‌صدا با حرف «ذ» تلفظ می‌کنند. |
| aini عَئِينِ‎     | ع‎     | ـع‎        | ـعـ‎       | عـ‎     | /-/ (/ʕ/)      | -           | مَعَانَ‎            | maana                 | معنی                          | تنها در وام‌واژه‌های از عربی کاربرد دارد. اکثر سواحلی زبانان آنرا تلفظ نمی‌کنند. حروف واکهٔ پشت سر هم در واژه‌ای با الفبای لاتین می‌تواند به معادل عربی که در آن حرف «ع» به‌کار رفته‌است اشاره کند.                                |
| ghaini غَئِينِ‎   | غ‎     | ـغ‎        | ـغـ‎       | غـ‎     | /ɣ/            | gh          | غَضَابُ‎            | ghadhabu              | anger                         | تنها در وام‌واژه‌های از عربی کاربرد دارد. |
| gaini ڠَئِينِ‎    | ڠ‎     | ـڠ‎        | ـڠـ‎       | ڠـ‎     | /ɠ ~ ɡ/        | g           | ڠُنِئَ‎             | gunia                 | گونی                          | |
| ngaini نْڠَئِينِ‎  | نْڠ‎    | ـنْڠ‎       | ـنْڠـ‎      | نْڠـ‎    | /ᵑɡ/           | ng          | مْچَانْڠَ‎           | mchanga               | شن                            | |
| ng'aini نݝَئِينِ‎ | نݝ‎    | ـنݝ‎       | ـنݝـ‎      | نݝـ‎    | /ŋ/            | ng'         | نݝٗومْبٖ‎           | ng'ombe               | گاو                           | |
| fee فٖئٖ‎        | ف‎     | ـف‎        | ـفـ‎       | فـ‎     | /f/            | f           | فِيڠٗ‎             | figo                  | قلوه، کلیه                    | |
| vee ڤٖئٖ‎        | ڤ‎     | ـڤ‎        | ـڤـ‎       | ڤـ‎     | /v/            | v           | كُڤِيمْبَ‎           | kuvimba               | ورم کردن                      | |
| qafu قَافُ‎      | ق‎     | ـق‎        | ـقـ‎       | قـ‎     | /q/            | q           | وَقفُ‎             | waqfu                 | وقف                           | تنها در وام‌واژه‌های از عربی کاربرد دارد. اکثر سواحلی زبانان آنرا به صورت [k]، هم‌صدا با حرف «ك» تلفظ می‌کنند. |
| kafu كَافُ‎      | ك‎     | ـك‎        | ـكـ‎       | كـ‎     | /k/            | k           | كُوكُ‎             | kuku                  | مرغ بزرگ                      | |
| k'afu كھَافُ‎    | كھ‎    | ـكھ‎       | ـكھـ‎      | كھـ‎    | /kʰ/           | k           | كھُوكُ‎            | k'uku                 | مرغ اندازه متوسط              | مختص لهجهٔ مومباسا. در الفبای لاتین با صدای [k] فرقی ندارد. |
| lamu لَامُ‎      | ل‎     | ـل‎        | ـلـ‎       | لـ‎     | /l/            | l           | كُلِيمَ‎            | kulima                | کندن                          | |
| mimu مِيمُ‎      | م‎     | ـم‎        | ـمـ‎       | مـ‎     | /m/            | m           | مِيمِ‎             | mimi                  | من                            | |
| nuni نُونِ‎      | ن‎     | ـن‎        | ـنـ‎       | نـ‎     | /n/            | n           | نَانِ‎             | nani                  | چه کسی؟                       | |
| waw وَو‎        | و‎     | ـو‎        | ـو‎        | و‎      | /ʋ ‍~ w/ /ɔ/ /u/ | w o u       | كُوَ‎ مْكٗونْڠَ‎ كُسُڠُؤَ‎   | kuwa mkonga kusugua   | بودن خرطوم فیل مالاندن        | حرف «واو» در سواحلی سه کاربرد دارد. اول در نقش هم‌خوان، با معال لاتین [w]. دوم برای نشان دادن واکه‌های [o] یا [u] در هجای تکیه‌دار واژه. سوم برای حمل همزه در مواردی که واکه‌ها پشت سر هم می‌آیند.                              |
| hee هٖئٖ‎        | ه‎     | ـه‎        | ـهـ‎       | هـ‎     | /h/            | h           | هَيُوپٗ‎            | hayupo                | او اینجا نیست.                | |
| hamza هَامزَ‎    | ء‎     | ـاء‎ ـؤ‎ ـئ‎ | ـأ‎ ـؤ‎ ـئـ‎ | أ‎ إ‎    | -              | -           | إٖنْدٖلٖئَ‎ كُسُڠُؤَ‎ مَفَاءَ‎ | endelea kusugua mafaa | ‌ ادامه بده مالاندن مفید بود   | «همزه» با یکی از حروف «الف»،‌«واو»، یا «ی»، در نقش حمل‌کنندهٔ واکه در اول واژه و یا در مواردی که در میان واژه واکه‌ها پشت سر همند استفاده می‌شود                                                                                |
| yee يٖئٖ‎        | ي‎     | ـي‎        | ـيـ‎       | يـ‎     | /j/ /ɛ/ /i/    | y e i       | يَاكٗ‎ كٖلٖيلٖ‎        | yako kelele           | مال تو عربده                  | حرف «ي» در سواحلی دو کاربرد دارد. اول در نقش هم‌خوان، با معال لاتین [y]. دوم برای نشان دادن واکه‌های [e] یا [i] در هجای تکیه‌دار واژه. از «ی» بدون نقطه نیز برای حمل همزه در مواردی که واکه‌ها پشت سر هم می‌آیند استفاده می‌شود. |
| nyee نْيٖئٖ‎      | نْي‎    | ـنْي‎       | ـنْيـ‎      | نْيـ‎    | /ɲ/            | ny          | نْيٗوكَ‎            | nyoka                 | مار                           | |

### قواعد کلی دستور الخطی
ترجیحا وام‌واژه‌های عربی باید با هم‌خوان‌های اصلی خود نوشته شوند.
فاصله‌گذاری و سرهم نویسی بین واژگان باید تابع آنچه که در الفبای لاتین انجام می‌شود باشد. به طور نمونه واژگان تک‌ّهجایی «na» (نَ)، «ya» (يَ)، «za» (زَ)، «la» (لَ) باید مشابه متون لاتین، جدا نوشته شوند. در متون تاریخی، بعضی نویسندگان این واژگان را سر هم با واژهٔ بعدی می‌نوشتند.

### واکه‌ها
واکه‌ها در زبان سواحلی با ۵ علامت نشان داده می‌شوند. سه علامت مشابه عربی و فارسی، شامل فتحه برای [a]، کسره برای [i]، و ضمه برای [u] می‌باشد. دو علامت جدید نیز به الفبای سواحلی اضافه شده است که شامل کسرهٔ ایستاده برای [e] و ضمهٔ وارونه برای [o] می‌باشد.
| -a          | -e                              | -i          | -o                            | -u        |
| ----------- | ------------------------------- | ----------- | ----------------------------- | --------- |
| ◌َ‎           | ◌ٖ‎                               | ◌ِ‎           | ◌ٗ‎                             | ◌ُ‎         |
| فتحه        | کسرهٔ ایستاده                    | کسره        | ‌ ضمهٔ وارونه                   | ضمه       |
| fataha فَتَاحَ | kasiri ya kusimama كَسِيرِ يَ كُسِمَامَ | kasiri كَسِيرِ | dhuma ya kupindua ضُومَ يَ كُپِنْدُؤَ | dhuma ضُومَ |

در مواقعی که واژه با صدای واکه شروع می‌شود (مگر وام‌واژگان از عربی که با «ع» شروع می‌شوند)، از «الف» به عنوان پایهٔ همزه و علامت استفاده می‌شود. اگر واکه یکی از [a]، [u]، یا [o] باشد، همزه در بالای «الف» و اگر [e] یا [i] باشد، زیر «الف» قرار می‌گیرد. نوشتن همزه اختیاری بوده، اما نوشتن علامت اجباریست.
| A | E | I | O | U |
| - | - | - | - | - |
| أَ‎ | إٖ‎ | إِ‎ | أُ‎ | أٗ‎ |

واکه‌های در میان واژه بسته به اینکه آیا در هجای بدون تکیه (unstressed) یا تکیه‌دار (stressed) می‌باشند، به دو صورت نوشته می‌شوند. در سواحلی، واژگان قاعده‌مند بوده و ‌هجای تکیه‌دار در تقریبا تمامی موارد، هجای یکی مانده به آخر می‌باشد. استثنائات انگشت‌شمار بوده و تنها شامل تعدای چند از وام‌واژه‌های می‌باشد.
در هجاهای بدون تکیه، واکه تنها با علامت نشان داده می‌شود. در عربی و فارسی، در بیشتر مواقع، علامت‌ها نوشته نمی‌شوند. اما در سواحلی، توصیه شده‌است که در همهٔ موارد واکه‌ها نشان داده شوند. چرا که دستور زبان سواحلی مبتکی به واکه بوده و معنی واژه می‌تواند بدون نوشتن آن، عوض شود. همین‌طور در سواحلی ۵ علامت وجود دارد، اما در عربی فقط ۳ تا.
| -a | -e | -i | -o | -u |
| -- | -- | -- | -- | -- |
| ◌َ‎  | ◌ٖ‎  | ◌ِ‎  | ◌ٗ‎  | ◌ُ‎  |

در هجاهای تیکه‌دار (هجای یکی مانده به آخر)، علاوه بر علامت، واکه با یکی از حروف «الف»، «واو»، یا «ی» نیز نشان داده می‌شود. «الف» در هجایی با واکهٔ [a]، «واو» در هجایی با واکهٔ [o] یا [u]، و «ی» در هجایی با واکهٔ [e] یا [i] نوشته می‌شود. علامت واکه‌های [a]، [i]، یا [u] در اینگونه هجاها می‌توانند حذف شوند، اما بهتر است حذف نشوند. این‌طور نوشتن واکه‌ی تکیه‌دار واژه به تمییز بین واژگان در جمله نیز کمک می‌کند (چرا که هر واژه فقط یک هجا که در آن «الف»، «واو» یا «ی» می‌باشد دارد).
| -a | -e | -i | -o | -u |
| -- | -- | -- | -- | -- |
| ◌َا‎ | ◌ٖي‎ | ◌ِي‎ | ◌ٗو‎ | ◌ُو‎ |

جدول زیر نمومه‌هایی که در آنها قواعد فوق دیده‌ می‌شوند نشان داده شده است.
| الفبای عربی | معادل لاتین | معنی          |
| ----------- | ----------- | ------------- |
| أَنَسٖيمَ‎       | anasema     | او صحبت می‌کند |
| أٗكتٗوبَ‎       | oktoba      | اکتبر         |
| أُڠَالِ‎        | ugali       | حلیم          |
| إٖلٖكٖيڤُ‎       | elekevu     | منطقی         |
| كِسوَحِيلِ‎      | kiswahili   | زبان سواحلی   |

### دو واکه‌های پشت سر هم
نوشتن واکه‌های پشت سر هم در الفبای عربی سواحلی بسته به اینکه آیا واکه‌های پشت سر هم در میان واژه یا در انتهای آن می‌باشند، با ترکیب همزه و «الف» یا «واو» یا «ی» تابع قواعد خاصی، نوشته می‌شوند.
برای واکه‌های پشت سر هم در میان واژه
- اگر واکهٔ دوم [a] باشد،
  - اگر واکهٔ اول نیز [a] باشد، از «الف-همزه» (أ) استفاده شده و بر روی آن فتحه (◌َ) گذاشته می‌شود.
  - اگر واکهٔ اول [e] یا [i] باشد، از «ی-همزه» (ئ) استفاده شده و بر روی آن فتحه (◌َ) گذاشته می‌شود.
  - اگر واکهٔ اول [o] یا [u] باشد، از «واو-همزه» (ؤ) استفاده شده و بر روی آن فتحه (◌َ) گذاشته می‌شود.
- اگر واکهٔ دوم [e] یا [i] باشد، از «ی-همزه» (ئ) استفاده شده و بر زیر آن کسرهٔ ایستاده (◌ٖ) یا کسره (◌ِ) گذاشته می‌شود.
- اگر واکهٔ دوم [o] یا [u] باشد، از «واو-همزه» (ؤ) استفاده شده و بر روی آن ضمهٔ وارونه (◌ٗ) یا ضمه (◌ُ) گذاشته می‌شود.

علاوه بر قواعد فوق، اگر هجای دوم واکه‌های پشت سر هم، هجای تکیه دار (یکی مانده به آخر) باشد، پس از آن، «الف»، «واو»،‌ یا «ی» نیز باید نوشته شود.
در جدول زیر، واژگان نمونه‌ای را که بازتاب دهنده‌ٔ قواعد فوق هستند نشان داده شده است.
| الفبای عربی | الفبای لاتین | معنی                 |
| ----------- | ------------ | -------------------- |
| مَأَنْدِيشِ‎      | maandishi    | نوشته، متن           |
| ڤِئَازِ‎        | viazi        | سیب زمینی            |
| كُؤَنْدِيكَ‎      | kuandika     | نوشتن                |
| شَئِيرِ‎        | shairi       | شعر                  |
| كِئِينِ‎        | kiini        | نخاع درخت            |
| كُئِيتَ‎        | kuita        | صدا زدن              |
| شَؤُورِ‎        | shauri       | نصیحت                |
| مٖؤُوپٖ ‎       | meupe        | سفید (صفت از کلاس ۶) |
| كُؤٗونَ‎        | kuona        | دیدن                 |

اگر واکه‌های پشت سر هم در انتهای واژه بیایند، به این معنی که هجای اول واکه‌های پشت سر هم، هجای تکیه‌دار واژه باشد، نوشتن آنها در الفبای عربی سواحلی تابع قوانین زیر می‌باشد:
- اگر واکهٔ اول [a] باشد، از «الف و همزه» (اء) استفاده شده، و بر روی همزه یکی از ۵ علامت نوشته می‌شود.
- اگر واکهٔ اول [e] یا [i] باشد، از «ی-همزه» (ئ) استفاده شده و بر روی آن یکی از ۵ علامت نوشته می‌شود. در این صورت، دیگر نیازی به نوشتن «ي» برای هجای تکیه‌دار نیست.
- اگر واکهٔ اول [o] یا [u] باشد، از «واو-همزه» (ؤ) استفاده شده و بر روی آن یکی از ۵ علامت نوشته می‌شود. در این صورت، دیگر نیازی به نوشتن «و» برای هجای تکیه‌دار نیست.

در جدول زیر، واژگان نمونه‌ای را که بازتاب دهنده‌ٔ قواعد فوق هستند نشان داده شده است.
| الفبای عربی | معادل لاتین | معنی       |
| ----------- | ----------- | ---------- |
| مَفَاءَ‎        | mafaa       | مفید بودن  |
| تَاءِ‎         | tai         | لاش‌خور     |
| بَاءٗ‎         | bao         | تخته       |
| كُپٗكٖئَ‎        | kupokea     | گرفتن چیزی |
| كُتِئَ‎         | kutia       | جا دادن    |
| كُپٗؤَ‎         | kupoa       | to call    |
| كُسُڠُؤَ‎        | kusugua     | to rub     |

## متن‌های نمونه
ماده ۱ اعلامیه جهانی حقوق بشر
| ترجمه | الفبای لاتین | الفبای عربی                                                                               |
| --- | --- | ----------------------------------------------------------------------------------------- |
| همه آدمیان آزاد زاده می‌شود و در حقوق و شأن یکسان هستند. خردمندی و وجدان به آن‌ها ارزانی شده و بایسته‌است تا با یکدیگر عادلانه و برادرانه رفتار کنند. | Watu wote wamezaliwa huru, hadhi na haki zao ni sawa. Wote wamejaliwa akili na dhamiri, hivyo yapasa watendeane kindugu. | وَاتُ وٗوتٖ وَمٖزَلِيوَ حُورُ، هَاذِ نَ هَاكِ زَاءٗ نِ سَاوَ. وٗوتٖ وَمٖجَلِيوَ أَكِيلِ نَ ضَمِيرِ، هِيڤْيٗ يَپَاسَ وَتٖنْدٖئَانٖ كِنْدُوڠُ. |

نثری از یحیی علی عمر
| ترجمه | الفبای لاتین | الفبای عربی |
| --- | --- | --- |
| ... یکدفعه کوه بلندی را دیدیم که راه را بند آورده بود. پس ما از این کوه بالا رفتیم. شن آن به مانند طلا، سنگهای آن به مانند یاقوت و مروارید بود. خوب پس از آن، ما به راه خویش ادامه دادیم، تا که به درختی رسیدیم که مثل آن را هیچ در طول عمر خویش ندیده بودم. زیر آن جوانی بود مشغول مراقبت از بزها. شاخهای آن بزها مثل زمرد سبز بود و پشمهای ابریشم-مانندشان رنگهایی متنوع داشت، و در عین حال، شیر آنها که قطره چکان داشت می‌ریخت به سفیدی شیر نهرهای بهشتی بود. | ... Mara tukaona mlima unkingama ndiyani, mrefu sana. Tukapanda; mtanga wake ni wa dhahabu na mawe yake ni yakuti na marjani. Basi tukatika kwenda, mara tukaona mti, sijaona mfano wake. T'ini yake kuna barobaro mmoja atunga mbuzi, na hao mbuzi p'embe zao ni za zumurudi ya kijani kibiti; na manyowa yao ni hariri ya rangi kulla namna; maziwa yawatumzika, meupe kama maziwa ya mito ya P'eponi. | ... مَارَ ٹُكَؤٗونَ مْلِيمَ أُنْكِنْڠَامَ نْدِيَانِ، مْرٖيفُ سَانَ. ٹُكَپَانْدَ، مْتَانْڠَ وَاكٖ نِ وَ ذَهَابُ نَ مَاوٖ يَاكٖ نِ يَكُوتِ نَ مَرجَانِ. بَاسِ ٹُكَٹِيكَ كْوٖينْدَ، مَارَ ٹُكَؤٗونَ مْٹِ، سِجَؤٗونَ مْفَانٗ وَاكٖ. تْھِينِ يَاكٖ كُونَ بَرٗبَارٗ مْمٗوجَ أَتُونْڠَ نْبُوزِ، نَ هَاءٗ نْبُوزِ پْھٖيمْبٖ زَاءٗ نِ زَ زُمُرُودِ يَ كِجَانِ كِبِيتِ، نَ مَنْيٗوَ يَاءٗ نِ هَرِيرِ يَ رَانْڠِ كُلَّ نَامْنَ، مَزِيوَ يَوَتُرُزِيكَ، مٖؤُوپٖ كَامَ مَزِيوَ يَ مِيٹٗ يَ پْھٖپٗونِ. |